# Ielîzavetivka (Budîșce), Cerkasî
Ielîzavetivka (în ucraineană Єлизаветівка) este un sat în comuna Budîșce din raionul Cerkasî, regiunea Cerkasî, Ucraina.

## Demografie
Componența lingvistică a localității Ielîzavetivka
     Ucraineană (90%)
     Rusă (10%)
Conform recensământului din 2001, majoritatea populației localității Ielîzavetivka era vorbitoare de ucraineană (90%), existând în minoritate și vorbitori de rusă (10%).